# Сен Лоран (Монтреал)
Сен Лоран (фр. Saint-Laurent) је једна од 19 општина Монтреала. Општина је образована 1. јануара 2002.